# Macromidia rapida
Macromidia rapida – gatunek ważki z rodziny Synthemistidae. Występuje w południowo-wschodnich Chinach (prowincje Hajnan i Guangdong, region autonomiczny  Kuangsi) oraz na jednym stanowisku w Tajlandii; jedno bardzo stare stwierdzenie pochodzi z Wietnamu.